# 왕용즈

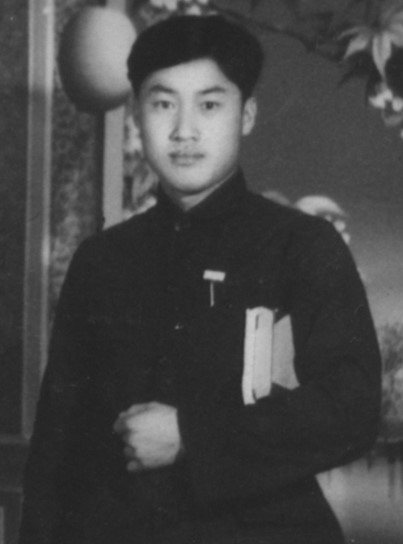

왕용즈(중국어: 王永志, 1932년 11월 17일 ~ 2024년 6월 11일)는 중국의 항공우주과학자이자 중국공정원의 학자이자 제11차 중국인민정치협상회의 위원이었다. 1992년부터 2006년까지 중국 선저우 계획의 총괄 설계자이자 설계자로 일하면서 첫 6개 선저우 임무를 감독한 것으로 유명하다. 2003년에는 후진타오 국가주석으로부터 국가 최고 과학기술상인 국가명예과학기술상을 받았다. 왕용즈는 1961년 모스크바 항공대학교를 졸업했다. 왕용즈는 2024년 6월 11일 91세의 나이로 사망했다.